# قانون عمالة الأطفال
قوانين عمل الأطفال هو نظام عمل القاصرين وهو معد لمنع الأطفال من العمل الذي يتعارض مع قدرتهم على حضور المدرسة أو العمل الذي يعتبر ضارا بدنيا أو اجتماعيا أو أخلاقيا. حيث ساعد، عمل الأطفال في تغذية الثورة الصناعية من خلال القدرة على وصول الأطفال  إلى أماكن صغيرة وثمنا أقل للعمل. وكانت، بروسيا أول دولة تصدر قوانين ضد عمل الأطفال في المصانع. لكن بعد، إصدار بروسيا قانونها، تبعتها دول أخرى مثل فرنسا وإنجلترا والولايات المتحدة.
تعمل، منظمة العمل الدولية على وضع معايير عالمية للعمل. تواجد، عمل الأطفال  منذ بداية تحضر المجتمع أظهرت أوائل التاريخ الأطفال الذين يلتقطون التوت يقومون بالتزامات صغيرة في القبائل البدوية. وعندما بدأ الناس باختيار أماكنهم كانوا الأطفال يستخدمون للمساعدة في الزراعة. حيث توسع، عمل الطفل في الثورة الصناعية.
الأطفال كانوا قادرين على العمل في أماكن صغيرة أكثر من البالغين الذين لا يقدرون على الوصول إليها مثل المدخنة وايضا، وراء  ألات القطن وفي أماكن صغيرة لإستخراج المعادن، وهذا العمل خطير على الأطفال واحيانا يفقدون أرواحهم.
كانت، بروسيا في عام 1839 أول دولة تصدر قوانين تقيد عمل الأطفال في المصانع ووضعت عدد ساعات معينة يمكن أن يعمل فيها الطفل. مع أن الأسباب وراء هذه  القوانين لتوسيع ظروف عمل البالغين وراء هذا إلى انتشار وادى هذا إلى انتشار هذه القوانين في جميع أنحاء أوروبا. وفي عام 1839 أصدرت بريطانيا قانون مصنعها الذي يقيد عمل الطفل وفي عام 1841 تبنت فرنسا أول قوانين عمل الطفل. بعد بريطانيا فرنسا وألمانيا تبنوا قانونهم وتقريبا كل جميع مناطق أوروبا لديها قانون عمل الطفل. على الرغم من أن الدول الفردية قد تبنت قوانين بداية مع ماساتشوستس في عام 1844. لم تقم، الولايات المتحدة بإصدار قوانين اتحادية حتى تم إقرار قانون معايير العمل العادلة في عام 1938. ويحدد، هذا القانون الحد الأدنى للأجور إلى 40 سنت في الساعة، ويقيد عمل الطفل إلى 40 ساعة في الأسبوع، ويقيد الأطفال دون سن 16 عامًا من العمل في مصانع التصنيع والتعدين.
في، عام 1941، أصدرت المحكمة العليا الأمريكية أمراً ينص على أن القانون دستوري. والكثير، من قوانين العمل التي تم إصدارها بعد أو قبل فترة وجيزة من الحرب العالمية الأولى.
تم، إنشاء منظمة العمل الدولية واليونيسف مع معاهدة فرساي بعد نهاية الحرب العالمية الأولى وهي وسيلة لتوفير ظروف عمل أكثر أمانا للبالغين، ووضع حد للعمر وتحسين ظروف العمل للأطفال حول العالم.   
في عام 1919، تكون أعضاء منظمة العمل الدولية من بلدان من عصبة الأمم، 41 دولة، اجتمعوا معا في هذه المنظمة، وفي عام 1962 انضمت الولايات المتحدة، وبعد الحرب العالمية الثانية تم اعتماد منظمة العمال الدولية ثم تم تحويلها من قبل الأمم  المتحدة.
بعد، الحرب العالمة الثانية، شرعت منظمة العمال الدولية في تغيير معايير عمل الأطفال ليس فقط مع دول الأمم المتحدة، بل توسعت في جميع أنحاء العالم. أنشأت، منظمة العمل الدولية في عام 1992 برنامج الدولي للقضاء على عمل الأطفال، وهي منظمة تعمل على القضاء على عمل الأطفال واستغلالهم. ويشير الانقسام العالمي بين الشمال والجنوب مؤشرا على التقسيم الاقتصادي والسياسي قبل عام 1990 تم سن بعض قوانين عمل الطفل وأطلق عليه باسم شمال الكرة الارضية.
في، 2014 كان هنالك الكثير من التغيرات والقوانين تم تحريرها في العديد من دول آسيا وجزر المحيط الهادي. شهدت كل من تايلاند والفلبين وكازاخستان وإندونيسيا وبابوا غينيا الجديدة وجزر سليمان وبنغلاديش وتيمور الشرقية وسريلانكا ونيبال وجزر المالديف والهند وكيريباتي ومنغوليا وباكستان وأفغانستان وفيجي وكمبوديا عمر الأطفال العاملين، والزيادات في المدارس وعقوبات قاسية لأولئك الذين يقبضون عليهم وهم يستغلون الأطفال جنسيا.
في عام 2014، كان هناك زيادة في قوانين عمل الطفل في كثير من دول جنوب صحراء افريقيا
إثيوبيا وغانا وغينيا بيساو وأنغولا وبوتسوانا وبوروندي وجزر القمر ومدغشقر وسيشيل وزيمبابوي وتشاد والكاميرون وكابو فيردي وليسوتو وجنوب إفريقيا وجيبوتي وغينيا وسيراليون وضعوا خططًا لزيادة تعليم الأطفال القيود المفروضة على عمل الطفل، وإصدار قوانين للقضاء على التجارة بالأطفال والاستغلال الجنسي. وقد أجرت كل من كوت ديفوار وغانا وكينيا وموزمبيق والنيجر وساو تومي وبرينسيبي وتنزانيا وأوغندا أبحاث فردية عن عمالة الأطفال والاتجار بالأطفال ولكنها لم تسن أي قوانين، منذ تأسيسها، منظمة العمل الدولية حالياً لديها 23 اتفاقية، أو قانون، ضمن دستورها ينظم عمل البالغين والأطفال.
وتشمل هذه القوانين الحد الأدنى للسن، والحماية من العمل الإجباري، ووقت الإجازة أو لإجازة المعطاة، وظروف القوى العاملة، ومعايير السلامة، وحماية النساء الحوامل، وظروف العمل الليلي. مع هذه الشروط يتم وضع معايير شديدة لسلامة الأطفال.
أغلبية الاتفاقيات والتوصيات لعمل الأطفال وتندرج تحت المادة ثلاثة والقضاء على عمل الطفل وحماية الأطفال والشباب. وهذه الاتفاقية الأولى المذكورة هي اتفاقية الحد الأدنى للسن، في عام 1973 , حيث تنص، هذه الاتفاقية على أنه لا يمكن لشخص أقل من 18 عامًا العمل في منشأة قد تعرض سلامته أو صحته أو أخلاقه للخطر. ويشمل هذا العمل التعدين وتشغيل الآلات الثقيلة والعمل اليدوي الثقيل. يمكن، للأطفال الذي تبدأ أعمارهم بين 13 و 15 سنة أن يعملوا أعمالاً خفيفة إذا العمل لا يسبب أي ضرر أو يمنع تعليمهم، بينما يُحصر الأطفال دون سن 13 عامًا من العمل، حيث تنص هذه الاتفاقيات أسوأ أشكال عمل الطفل على عدم استخدام الأشخاص الذين تقل أعمارهم عن 18 عامًا في العمل كعبيد أو للدعارة أو الفاحشة أو التجارة بالمخدرات.
تنصّ اتفاقيات الفحص الطبي على عدم إمكانية الطفل الأقل من 18 عامًا أن يعمل في مركز صناعي أو غير صناعي دون اعتباره مناسبًا من أخصائي طبي.
لا، يسمح لشخص أقل من 18 عامًا بالعمل تحت الأرض مثل المنجم بينما يجب، الإشراف على الأشخاص الذين تبدا أعمارهم بين 18 و 21 عامًا عندما يعملون في بيئة تحت الأرض. وأخيرًا، الأشخاص الذين تزيد أعمارهم عن 14 عامًا والذين تقل أعمارهم عن 18 عامًا 12 ساعة على الأقل من العمل   14 ساعه إذا كانوا ملزمون حاليًا في المدرسة، وتشمل هذه الساعات من الساعة 10 مساءً وحتى الساعة 6 صباحًا.
وهذه الاتفاقيات والتوصيات توفر بيئة عمل آمنة للأطفال وتعزيز تعليمهم. ومنذ بدايته في عام 1919، أصبح 186 بلداً عضواً في منظمة العمل الدولية. وكعضو في منظمة العمل الدولية، فإن الدول تتعهد بالحفاظ على الحد الأدنى من الاتفاقيات في دستور منظمة العمل الدولية.
منذ بداية هذه المنظمات، وبين 2008-2012 كان هناك انخفاض في عدد الأطفال العاملين 78 مليون.
وهذا كان ما يقرب من ثلث الأطفال العاملين منذ عام 2008
مع أكبر عدد من النقص في البلدان الآسيوية. وما يقرب أربعين في المئة كانوا إناث، حتى مع هذا الانخفاض، هناك ما يقدر 168 مليون طفل تبدا أعمارهم بين 5-17 في القوة العاملة. جنوب، صحراء أفريقيا لديها أكبر عدد عمالة من الأطفال، وتستعبد العمال الأطفال وتستغلهم في إنتاج الكاكاو والتعدين.
تركز منظمة العمل الدولية والبرنامج الدولي للقضاء جهودها في الحد من عمالة الأطفال والقضاء عليها في أفريقيا.
هناك طريقة لضمان أن المنتجات التي تم شراؤها لم تنتج عن طريق عمل طفل أو من خلال ممارسات أعمال غير آمنة وهي عن طريق شراؤها  من منظمة التجارة العالمية.
حددت منظمة التجارة العالمية عشرة مبادئ أساسية تشمل جميع المنتجات مسجلة ولم تنتج عن طريق عمل الأطفال الإجباري، وإذا تم توفير أي عمل للأطفال ظلت ضمن اتفاقيات منظمة العمل الدولية.
منظمة العمل الدولية، هي المنظمة قيادية تدعو إلى مكافحة عمل الأطفال. مهمتها تعزيز حقوق العمال وتشجيع فرص العمل اللائق وتعزيز الحماية الاجتماعية وزيادة الوعي بالقضايا المتعلقة بالعمل. تأسست، عام 1919 بعد الحرب العالمية الأولى. ومنذ نشأتها تشجع المنظمة بيئات العمل الأمنة.
أعدت منظمة العمل الدولية اتفاقياتها الأولى، وكان هناك الكثير من التعديلات. وفي هذا الوقت تحتوي المنظمة 186 دولة وتعهدت بالحفاظ على الحد الأدنى من المتطلبات في هذه الاتفاقية. وتحاول المنظمة الضغط على قوانين العمل الدولية والقيود المتطلبة على عمل الأطفال.
البرنامج الدولي للقضاء على تشغيل الأطفال هي منظمة أنشأتها منظمة العمل الدولية عام 1992. وتركز المنظمة على الإصلاح في جميع أشكال العمل، كبار أو أطفال، ويركز البرنامج على القضاء على عمل الأطفال بجميع أشكاله، ويستخدم برامج للقضاء على عمل الأطفال وأزالتهم من بيئة العمل ووضعهم في بيئة تعليمية. ويوفر أيضا البرنامج تدريبا للوالدين على زيادة دخلهم وتقليل اعتمادهم على عمل أطفالهم. ويعمل البرنامج في 88 بلدا وهي أكبر عملية في العالم تعمل على الحد من عمل الأطفال.
تأسست، اليونيسف، أو صندوق الأمم المتحدة للطفولة، في عام 1919 بعد الحرب العالمية الأولى، وهي تعزز الأمان ورفاهتهم وتعمل على تغير الظروف القاسية التي يمر فيها الطفل وتشجع أيضا التعليم وتعمل على الحد والقضاء على عمل الأطفال واستغلالهم  ولدى اليونيسف 190 بلدا وبرنامجا.
المبادرة الدولية لإنهاء عمل الأطفال هي منظمة غير ربحية مقرها الولايات المتحدة تعمل في جميع أنحاء العالم لإنهاء عمالة الأطفال، وتستخدم برامج للتعلم وتدريب لتمكن الأطفال والكبار في حصولهم على تعليم وتشجيع مهارات .
وتقوم المنظمة بمراقبة القطاع الخاص والعام  والغير حكومية والبحوث التنظيمية، ومؤسسات التطوير للقضاء على عمالة الأطفال.
تأسس، تحالف عمالة الأطفال في عام 1989. يستخدم، التحالف حمله باسم «أوقفوا الأطفال» من أجل تشجيع تعليم ورفاهية القاصرين الذين يعملون والعمل بنشاط للقضاء على استغلال الأطفال.